# Plac Ignacego Daszyńskiego
Plac Ignacego Daszyńskiego, česky náměstí Ignacyho Daszyńského, je náměstí v městském obvodu Stare Miasto okresního města Częstochowa (Čenstochová) ve Slezském vojvodství v geografickém regionu pohoří Wyżyna Woźnicko-Wieluńska (Woźnicko-wieluńská vysočina) v jižním Polsku. Náměstí nese jméno prvního předsedy samostatného Polska, kterým byl Ignacy Ewaryst Daszyński (1866–1936).

## Historie
Ve středověku zde byl hřbitov a kaple sv. Kříže. Kostel Kościół świętego Zygmunta w Częstochowie ze 14. století, který byl později přestavován, je nejstarším kostelem v Čenstochové a nachází se na východním okraji náměstí. V roce 1825, kdy vznikla poutní cesta Aleja Najświętszej Maryi Panny, byl hřbitov zrušen. V severní a jižní části náměstí jsou umístěny historické domy. Plac Ignacego Daszyńskiego se do roku 1934 nazýval Nowy Rynek. V době německé okupace v období druhé světové války se nazýval Ostring a byl součástí židovského čenstochovského ghetta (Getto w Częstochowie) a bylo to místo shromažďování a výběru Židů následně deportovaných do vyhlazovacího tábora Treblinka. V období Polské lidové republiky (Polska Rzeczpospolita Ludowa) nesl jméno komunistického politika, kterým byl Marceli Nowotko (1893–1942), a v té době zde stál také pomník vítězství Rudé armády. V 60. letech 20. století zde byl prováděn archeologický výzkum, který doložil středověké opevnění a hradební bránu. V centru náměstí se nachází nakloněný kříž a u něj byl 12. října 2008 odhalen památník papeže Jana Pavla II. - Pomnik papieża Jana Pawła II.

## Další informace
Náměstí, které sousedí s náměstím Stary Rynek, leží na ulici Aleja Najświętszej Maryi Panny, tj. na poutní cestě ke známému paulinskému klášteru Jasná Hora.

## Galerie

Památníky a budovy na náměstí
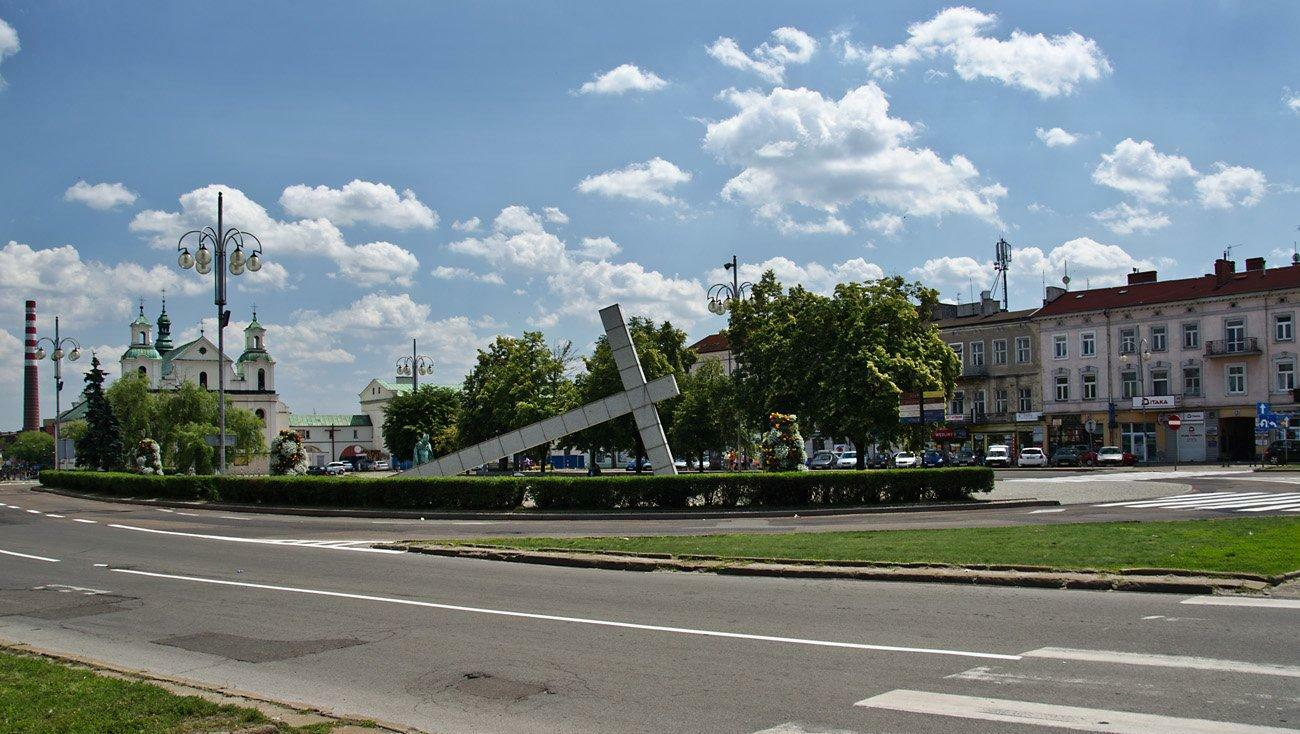
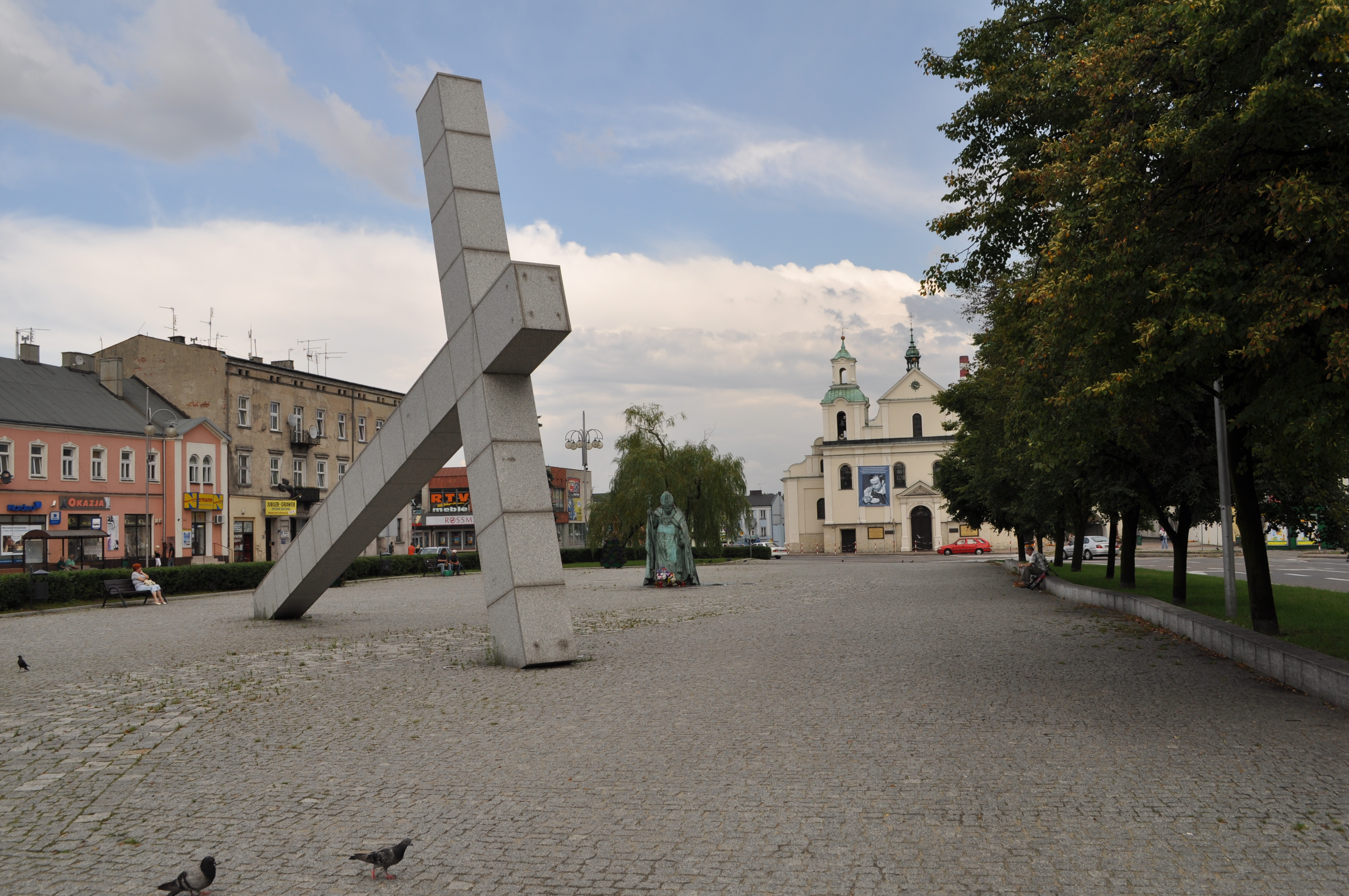
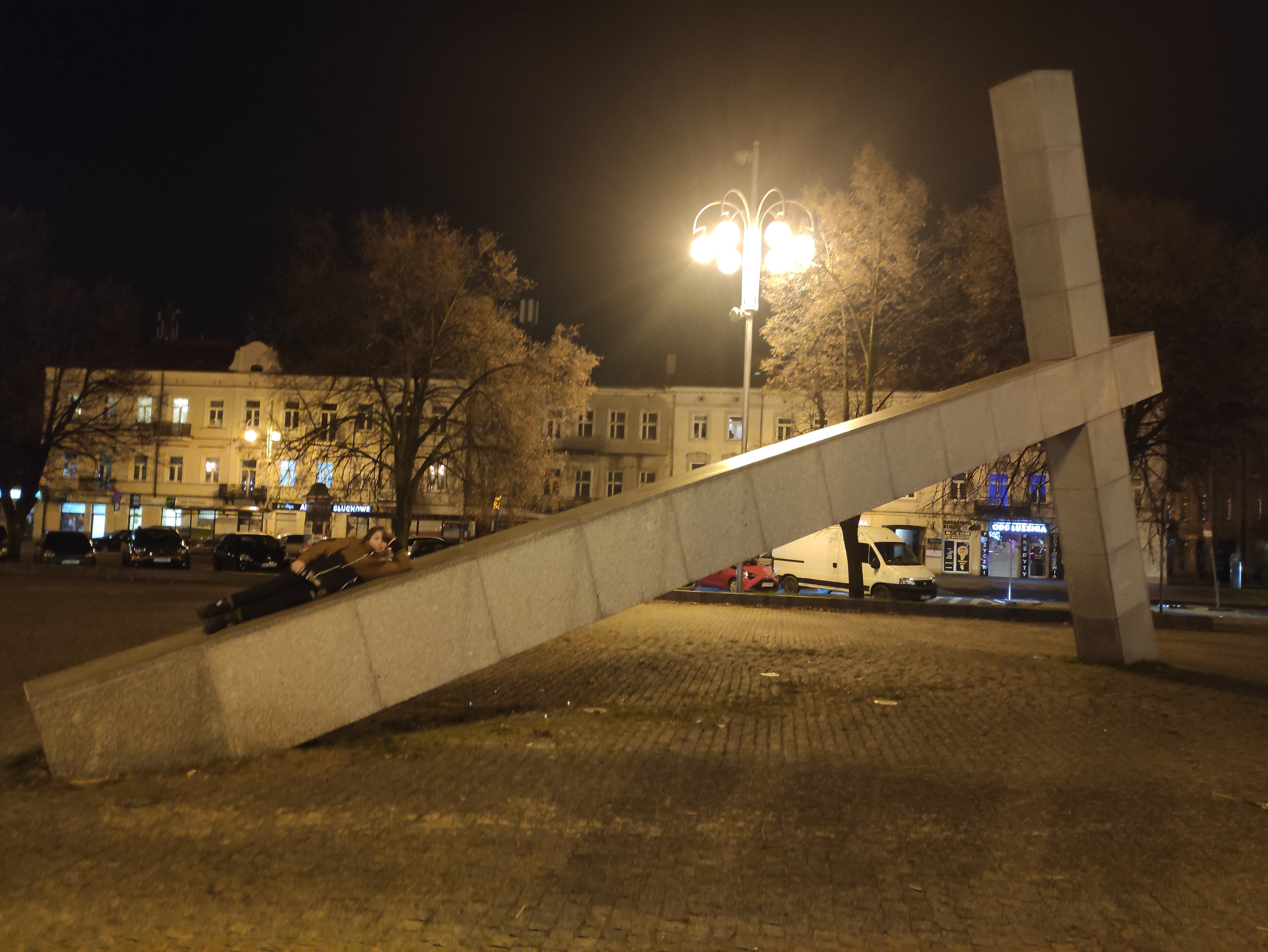
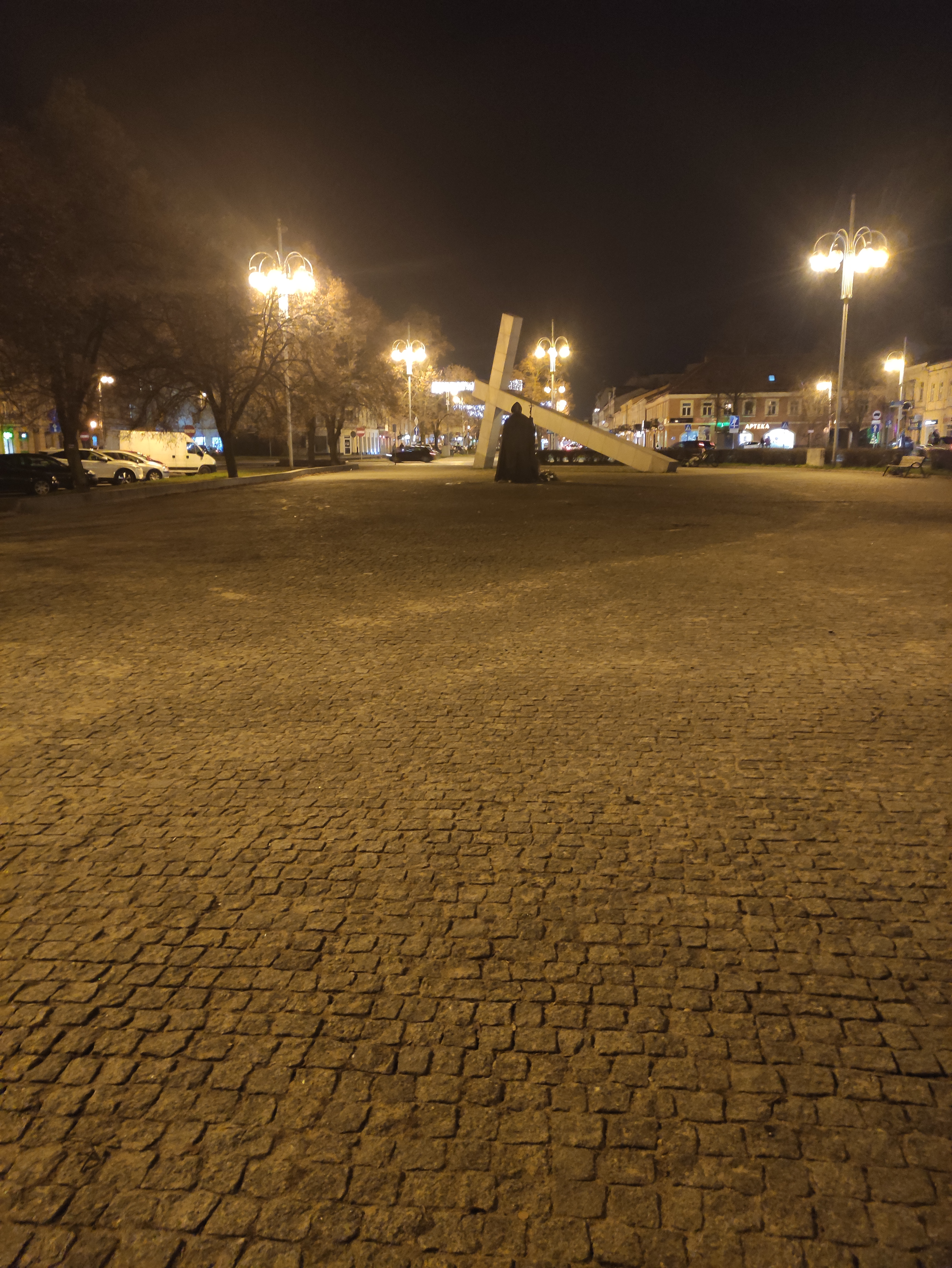
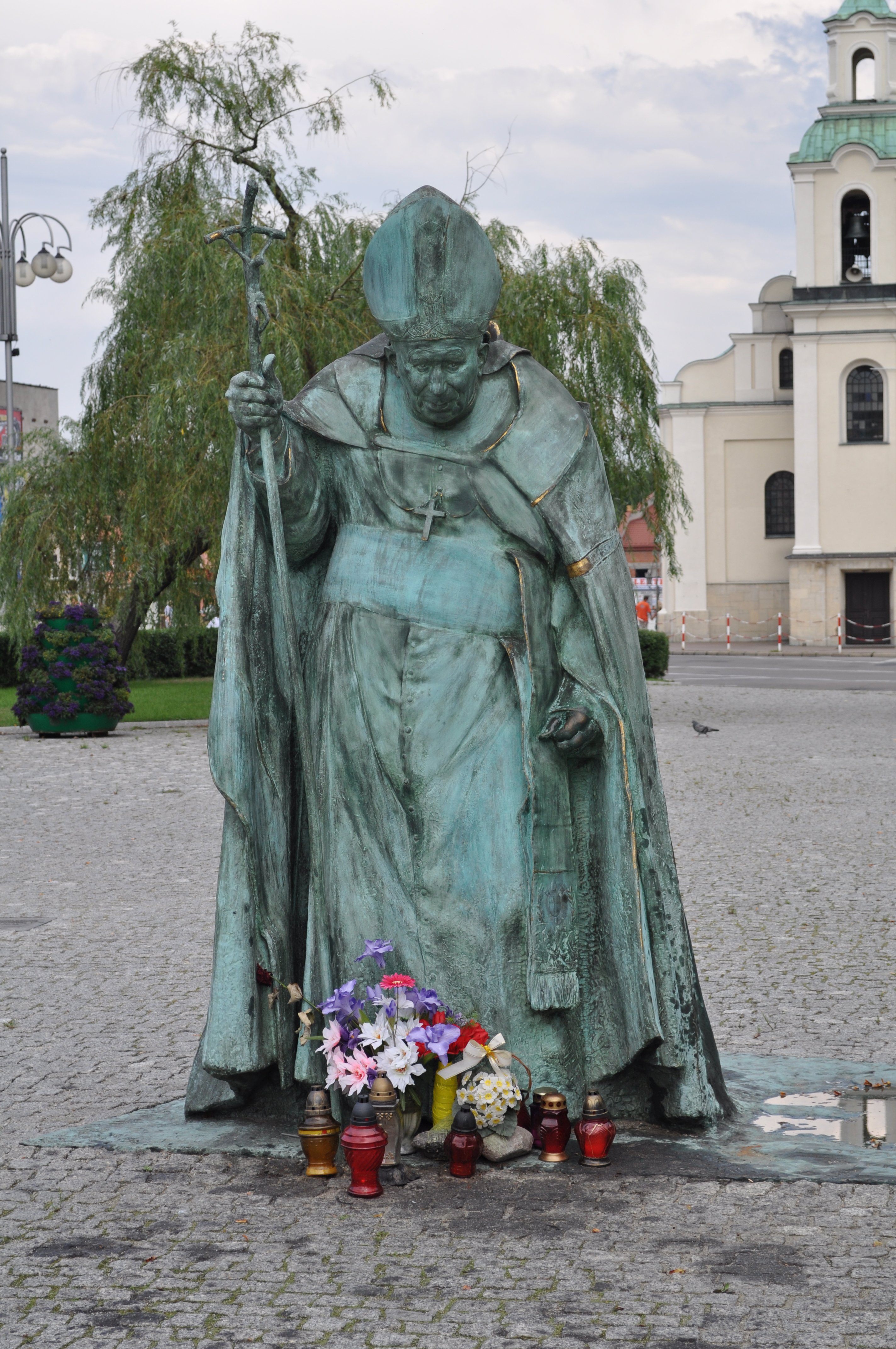
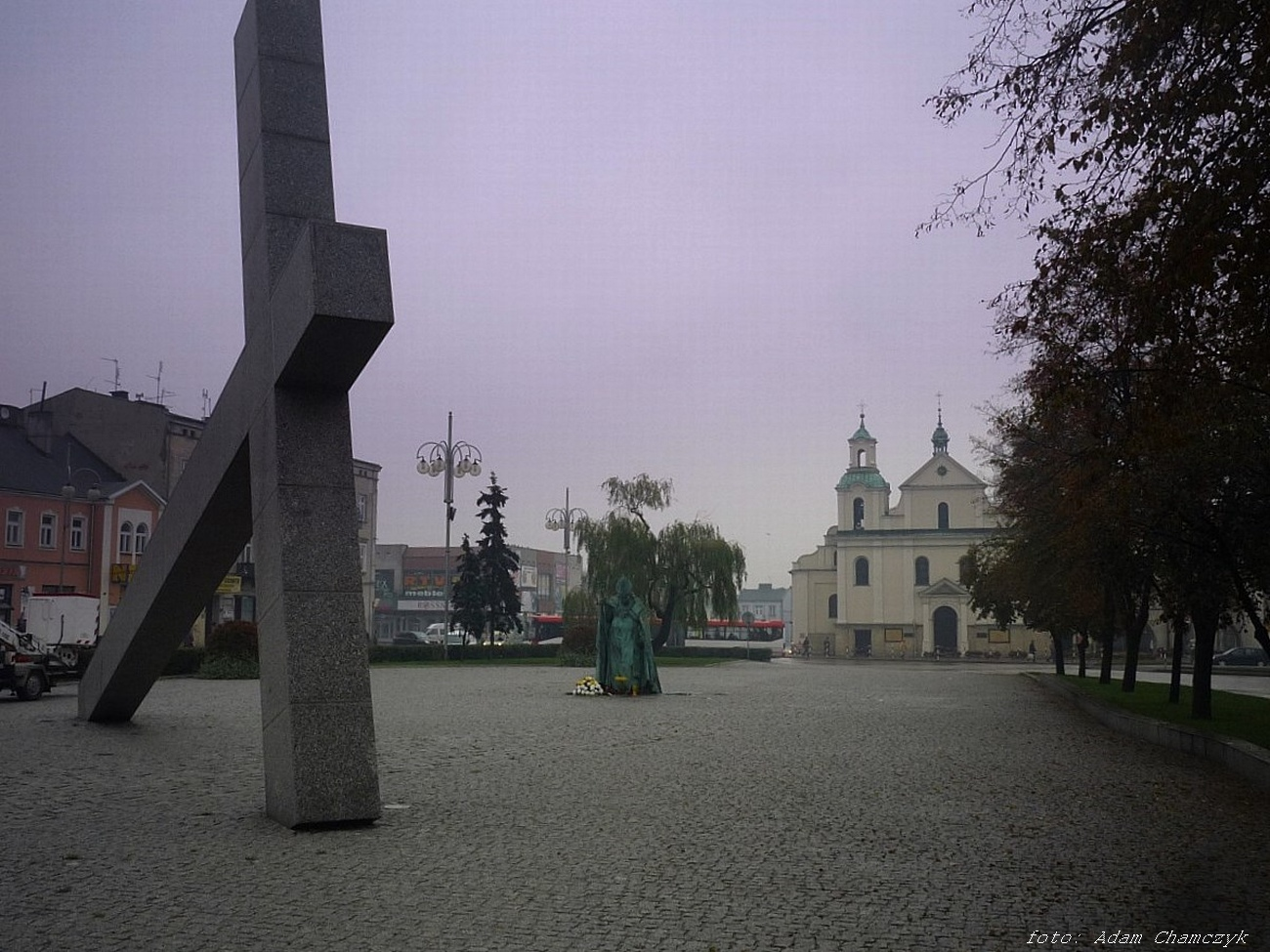
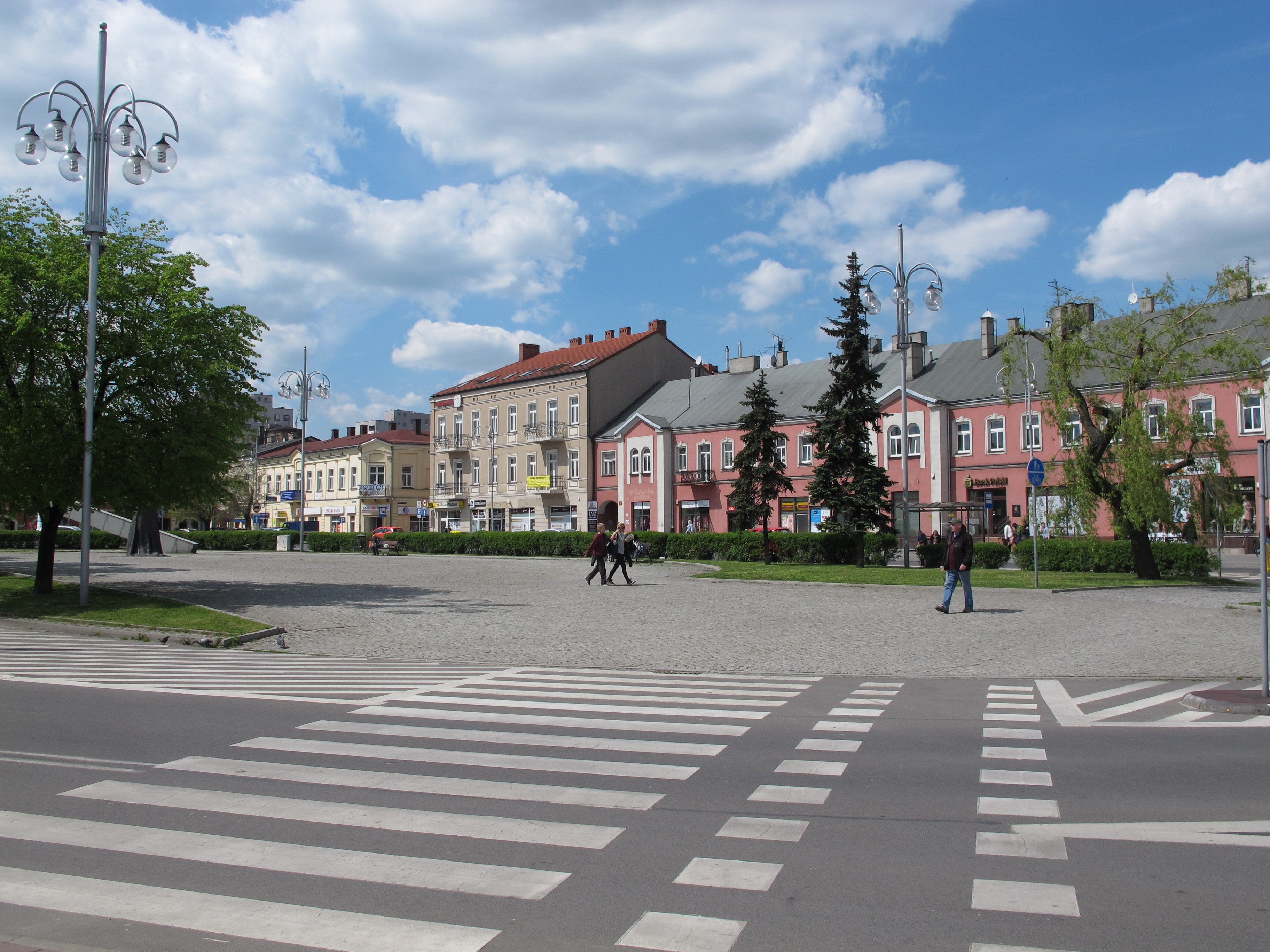
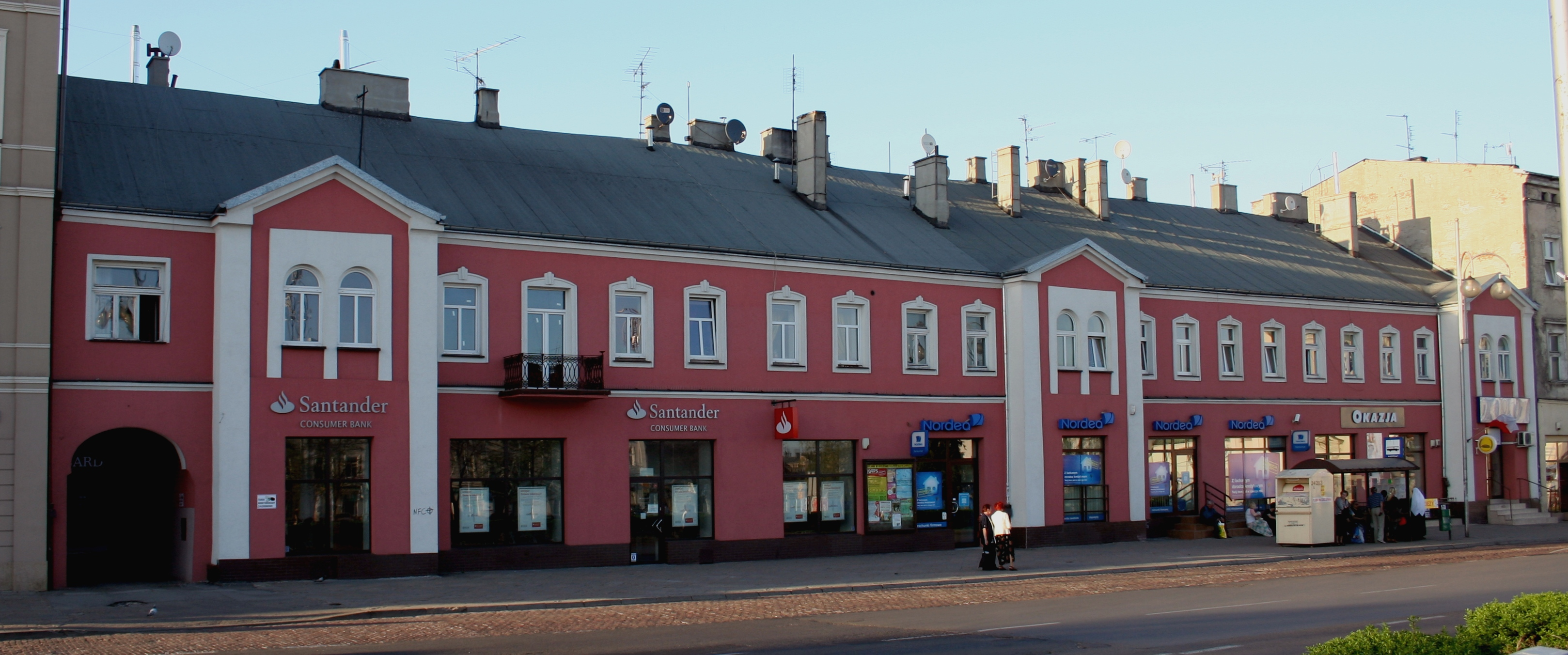